# Villa Haag

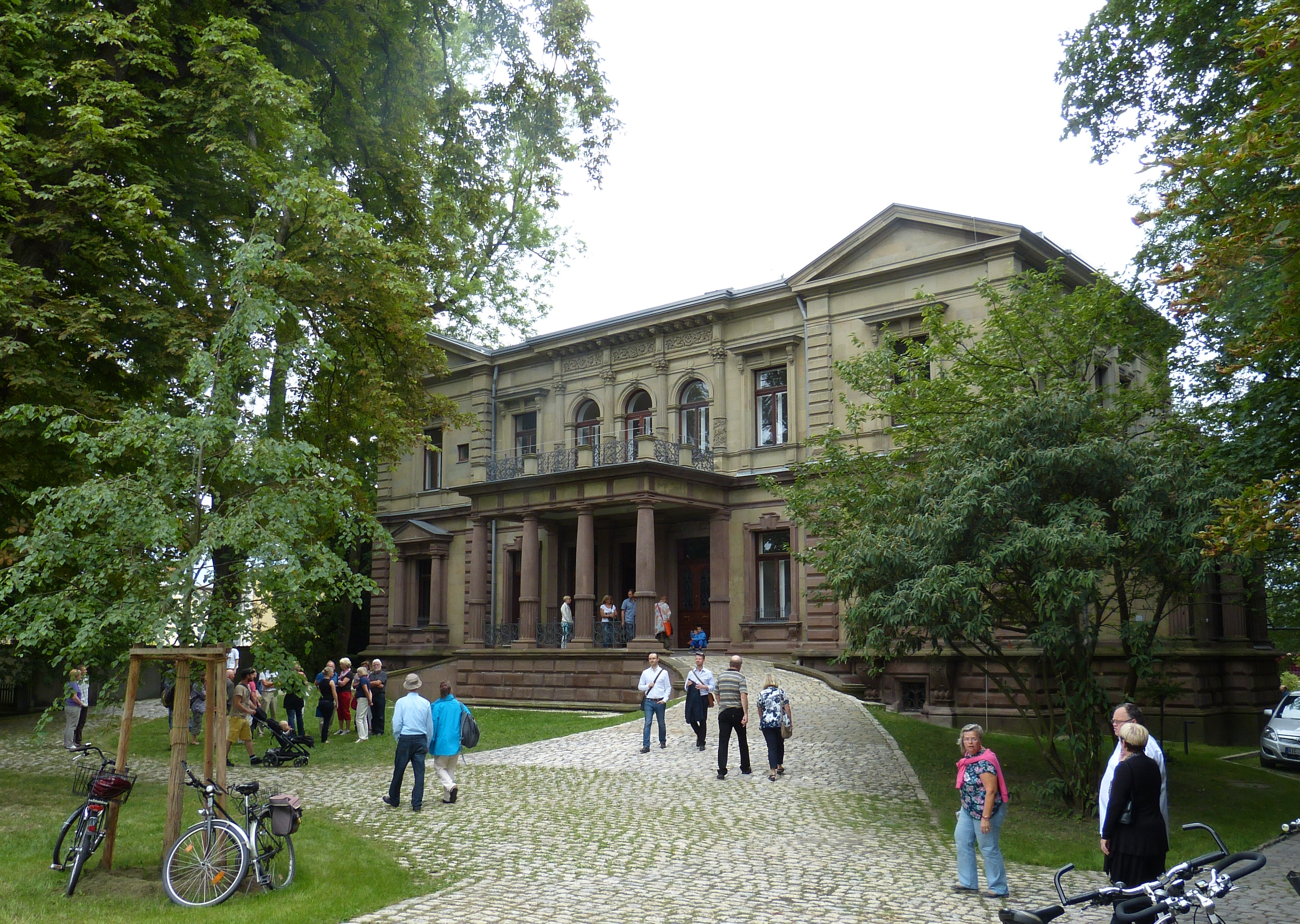
Die Villa Haag (2013)

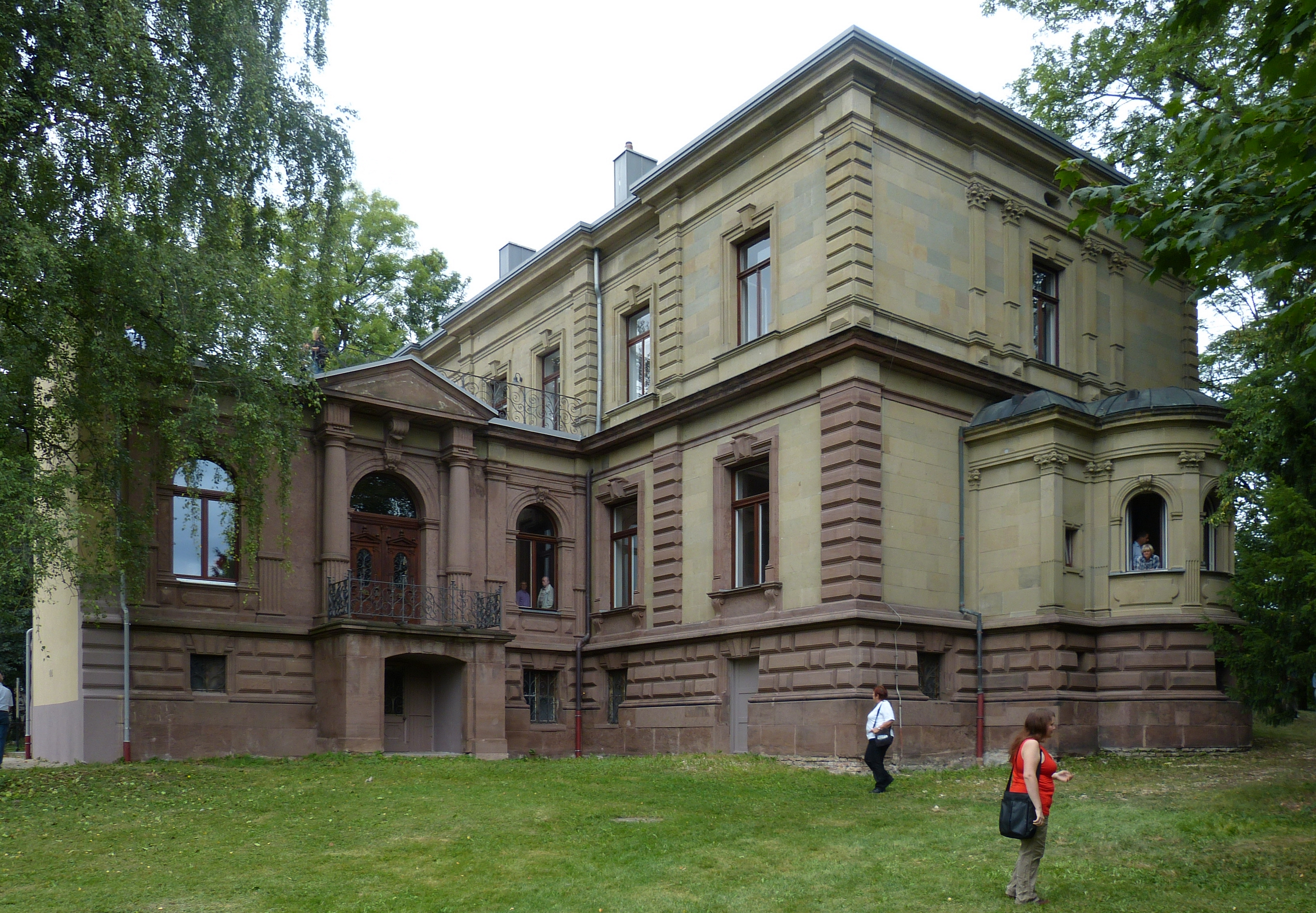
Seitliche Ansicht vom Garten aus

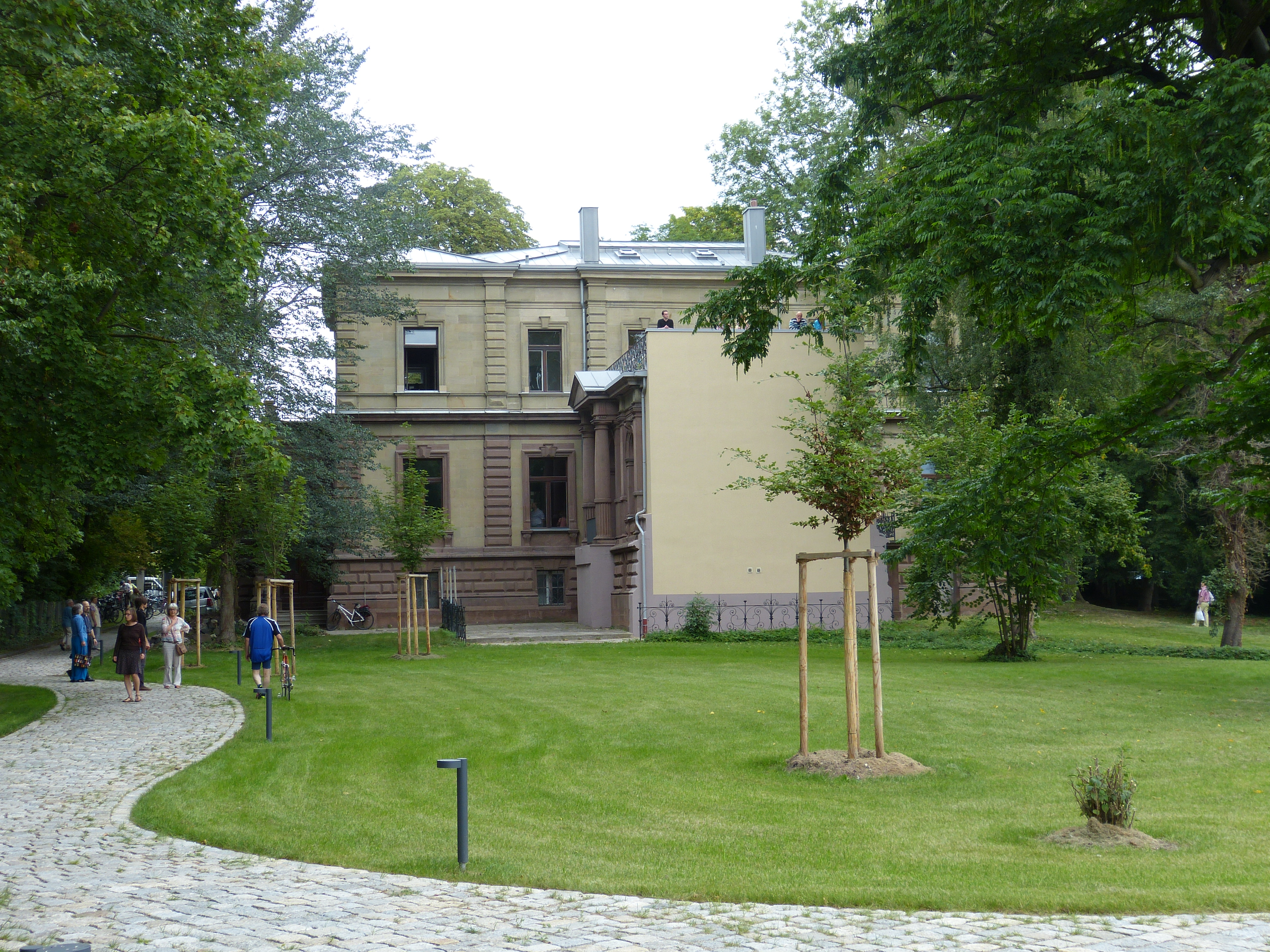
Die Südseite der Villa

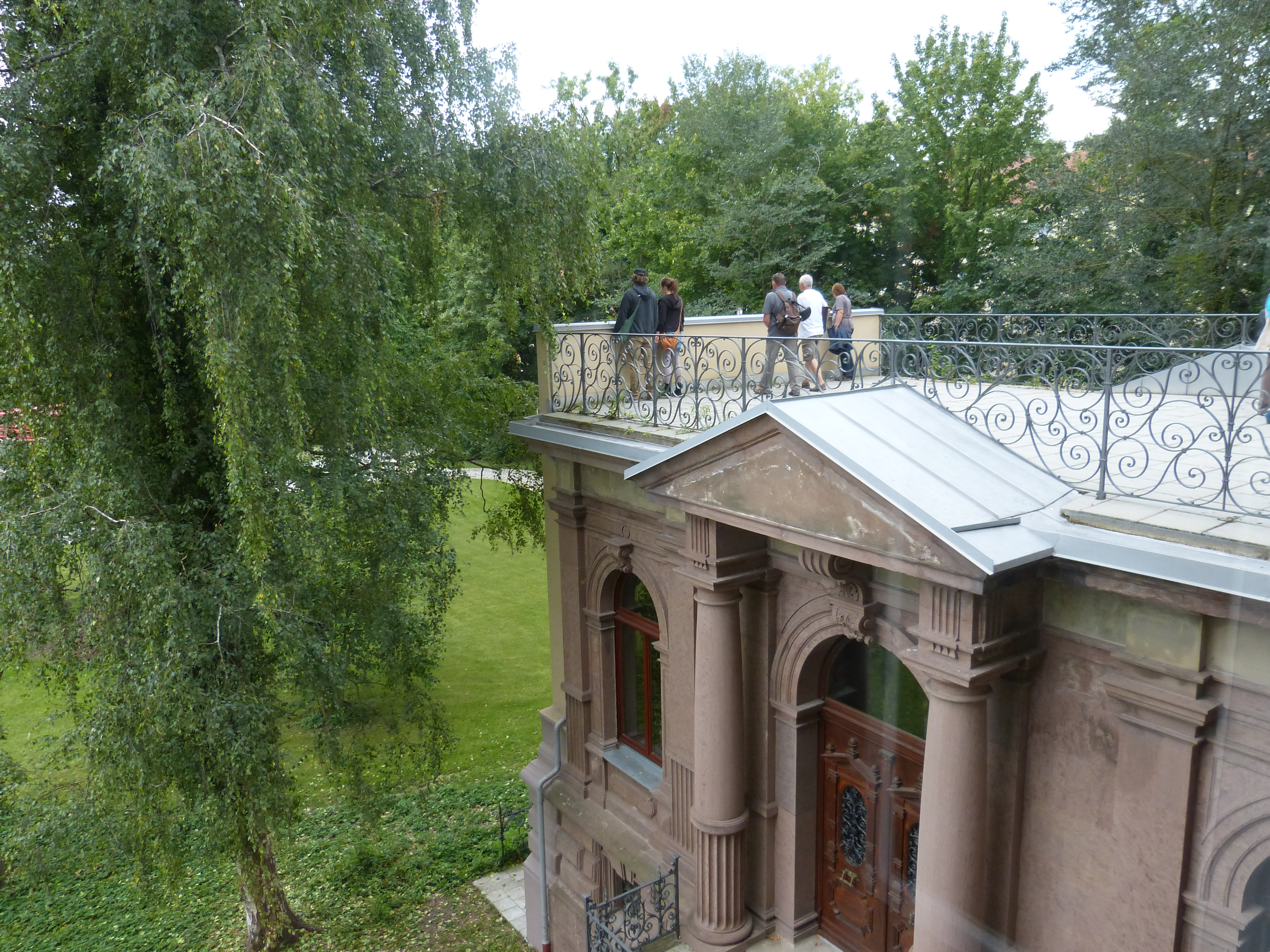
Die Dachterrasse

Die Villa Haag, auch Haag-Villa genannt, ist das ehemalige Wohn- und Bürogebäude des Augsburger Fabrikanten Johannes Haag (1819–1887). Die im Neorenaissance-Stil erbaute repräsentative Direktorenvilla ist ein Baudenkmal im Stadtteil Am Schäfflerbach und hat die Adresse Johannes-Haag-Straße 14 im Augsburger Textilviertel.

## Geschichte
Der Gebäudekern der Villa wurde um 1875/77 von einem unbekannten Architekten auf einer künstlichen Anhöhe am nördlichen Rand des ehemaligen Firmengeländes der Johannes Haag Maschinen- und Röhrenfabrik AG erbaut. Die Haag’sche Fabrik gehörte unter anderem zu den Pionieren im Gebäudeheizungsbau in Europa. Nach dem Tode Haags 1887 diente das Haus als Wohnhaus für die Witwe und Familie Haags. Sein Schwiegersohn August Reimer übernahm die Firmenleitung. Er ließ 1892 die Villa durch den Architekten Jean Keller (der unter anderem durch das Kurhaus Göggingen bekannt ist) erweitern und umbauen.

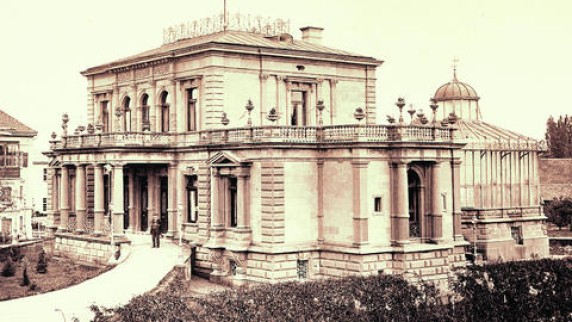
Fotografie der Villa Haag aus der Zeit vor 1878, also noch vor dem Umbau.
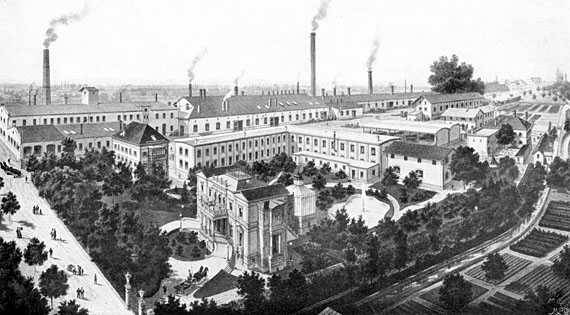
Rauchbild der Maschinenbau- und Röhrenfabrik Haag (1902). Im Vordergrund die Villa Haag nach dem Umbau.

## Architektur
Die Villa Haag ist nach der Umgestaltung durch Keller ein mit rotem und gelbem Sandstein verblendeter zweigeschossiger Ziegelbau mit Zeltdach. Sie hat einen T-förmigen Grundriss mit übergiebelten Eckrisaliten und seitlichen Annexbauten. Die zur Straße weisende Hauptfassade ist streng symmetrisch gegliedert. Eine Kutschenauffahrt führt zum mittigen, von vier Säulen getragenen Portikus, von dem der Ankommende das zentrale Vestibül betritt.
Innen ist die Villa mit Terrazzo- und Holzböden ausgestattet. Sie hatte bereits in ihrem Ursprungszustand eine Heißwasserheizung und Gasbeleuchtung.
Die beiden Stockwerke sind durch eine Wendeltreppe aus Gusseisen verbunden. Auf dem Dach befand sich ursprünglich ein Belvedere, von dem der Direktor auf seine Fabrik herabblicken konnte.
Auf der Rückseite umgibt die Villa eine Gartenanlage, die ursprünglich nach englischem Stil gestaltet war mit einem Wasserbecken mit Springbrunnen. Der zum Garten weisende Mittelfuß des T ist nur eingeschossig; darüber befindet sich eine Dachterrasse. Der ursprünglich an diesen Gebäudeteil angeschlossene pavillonartige hohe Wintergarten aus Stahl und Glas ist nicht mehr vorhanden. An der Stelle, wo sich der zentrale Verbindungsflügel ursprünglich zum Wintergarten hin öffnete, wurde er nach dem Abriss des Wintergartens mit einer glatten fensterlosen Wand verschlossen.

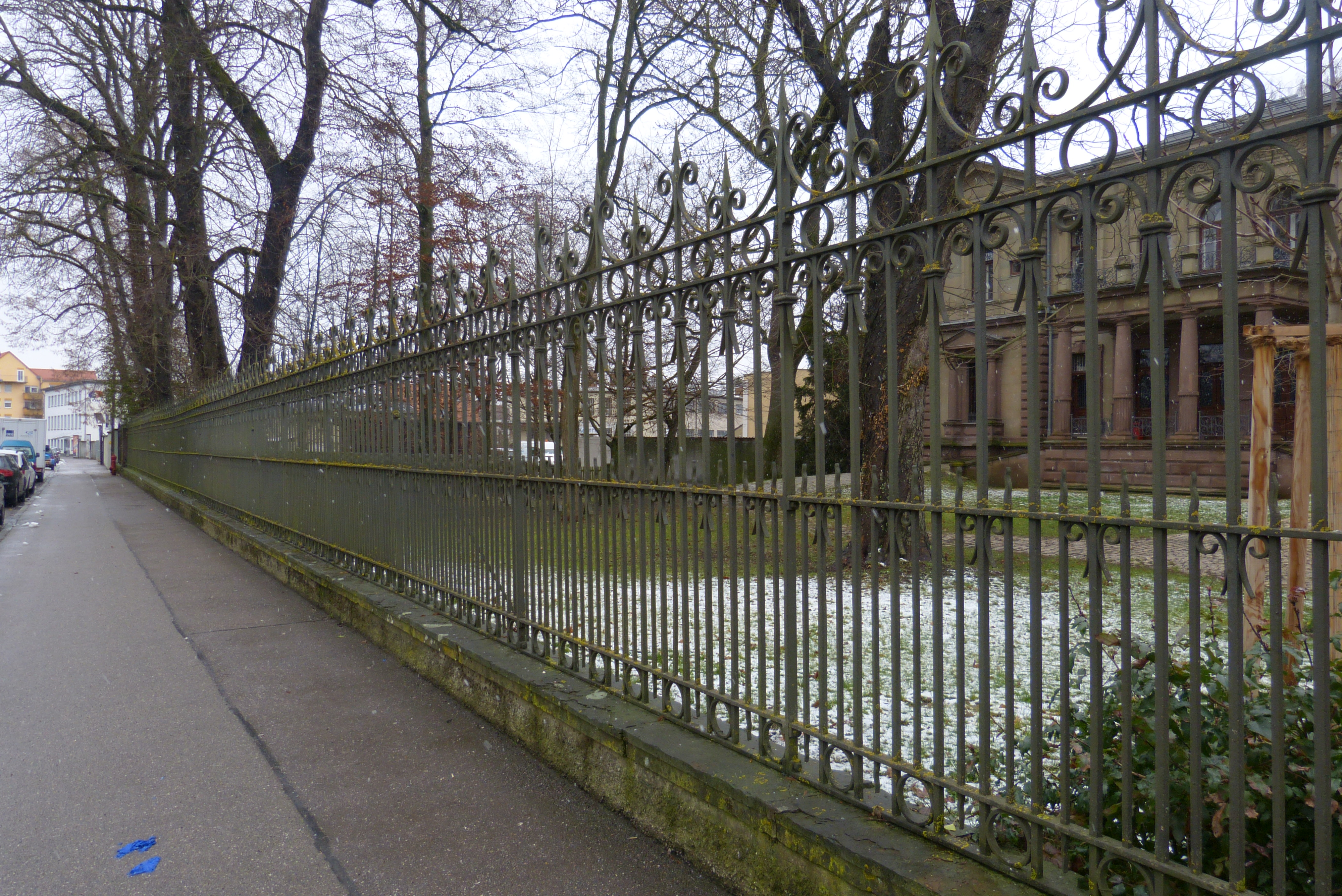
Gartenzaun der Villa Haag

Der verzierte eiserne Zaun des Anwesens steht ebenfalls unter Baudenkmalschutz.

## Sanierung
Seit 1930 besitzt die Stadt Augsburg die Villa. Das Haag’sche Unternehmen wurde 1932 durch den Sulzer-Konzern übernommen. Etwa um 1950 wurde der Wintergarten abgerissen; in den folgenden Jahrzehnten erfolgten verschiedenste Umbauten. Nach 1972 gelangte die Villa Haag in den Besitz der Stadtwerke Augsburg, die Wohnungen in dem Gebäude vermietete. Seit 2004 (nach anderen Quellen 2007) stand die Villa leer. Bei einem Wasserrohrbruch im Jahr 2009 entstanden starke Schäden. Danach erfolgte eine Sanierung des gesamten Gebäudes, die 2013 abgeschlossen wurde und rund 2 Millionen Euro kostete. Die Villa soll nun für Veranstaltungen genutzt werden.
Seit 2016 befindet sich im oberen Geschoss Christian Grünwalds Zwei-Sterne-Restaurant „August“.